# Kevin Kopelow
 (novembre 2012).
Si vous disposez d'ouvrages ou d'articles de référence ou si vous connaissez des sites web de qualité traitant du thème abordé ici, merci de compléter l'article en donnant les références utiles à sa vérifiabilité et en les liant à la section « Notes et références ».
Kevin Kopelow est un scénariste et producteur américain. Il fait essentiellement équipe avec le scénariste et producteur Heath Seifert.

## Filmographie

### En tant qu'acteur
- 1994-2001 : All That : Kevin
- 1996-1997 : Kenan et Kel  : caméos
- 1997 : Good Burger : le clown triste
- 2004 : Stripperella (voix)

### En tant que  scénariste (avec Heath Seifert)
- 1994–2000 : All That - également producteur
- 1995-1997 : Singled Out
- 1996 : Space Cases
- 1996-1998 : KaBlam!
- 1996–2000 : Kenan et Kel - également producteur
- 1997 : Good Burger - également producteur
- 1999 : Kids' Choice Awards
- 2000 : Two Heads Are Better than None
- 2002 : 100 Deeds for Eddie McDowd
- 2003–2004 : Stripperella (série d'animation) - également producteur
- 2005 : All That 10th Anniversary Reunion Special
- 2007 : Star and Stella Save the World  - également producteur
- 2009 : Jonas  - également producteur
- 2009 : Sonny  - également producteur
- depuis 2011 Austin et Ally - également créateur et producteur

### En tant que producteur  (avec Heath Seifert)
- 1998 : Cousin Skeeter (consultant)
- 2005–2006 : Hi-Jinks
- 2006–2007 : Campus Ladies